# Recambra (armes de foc)

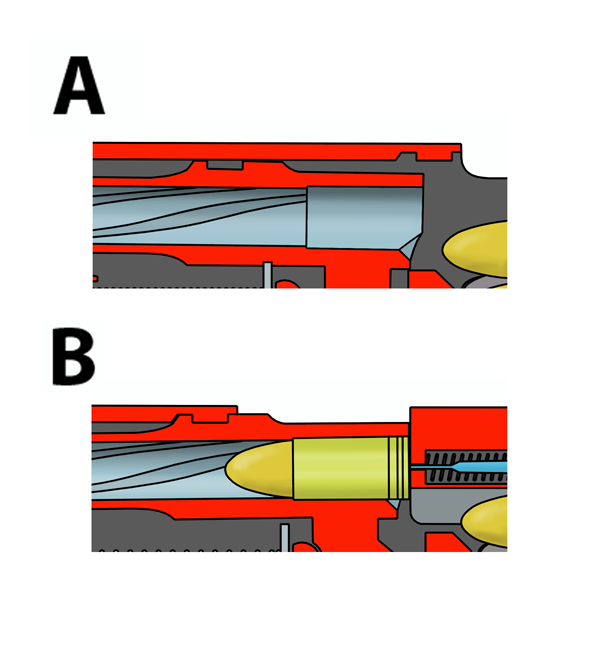
Diagrama de la recambra d'una pistola. A: buida. B: Carregada amb el cartutx i el percussor a punt per disparar.

La recambra és la part eixamplada de l'ànima (part interior del canó) en la que s'introdueix el cartutx abans de disparar-lo. Se situa a l'extrem contrari de la boca del canó. Els fusells i pistoles solen tenir una sola recambra, mentre que els revòlvers tenen múltiples recambres al seu tambor.

## Funció
Dins de la recambra és on el percutor impacta amb la càpsula fulminant (petita càpsula explosiva situada a la base del cartutx) iniciant la ignició del propel·lent, els gasos de la qual fan que la bala se separi de la beina i surti disparada recorrent l'ànima del canó fins a sortir a l'exterior.

## Recàrrega de la recambra
L'evolució de les armes de foc ha aportat diversos mecanismes de recàrrega de la munició a la recambra. Les primeres peces d'artilleria amb càrrega per recambres desmuntables es van utilitzar fins al segle xviii, especialment en el combat naval, fins que foren substituïdes per les de retrocàrrega. La munició 
Les primeres armes de foc portàtils segles XV i xvi, la munició era una bala esfèrica de plom massís, i a principis del segle xix van adoptar forma cilíndrico-ogival o cilíndrico-ovalada, acoblada a una beina, ajustada per ella mateixa en passar de la recambra al canó, que conté tots els elements necessaris per a disparar. La munició pot ser introduïda amb una acció manual (com en els fusells de forrellat) o mitjançant automatismes com en les armes automàtiques o semiautomàtiques que permeten una major cadència de foc.